# Luik-Bastenaken-Luik 2021
De Belgische eendaagse wielerwedstrijd Luik-Bastenaken-Luik werd in 2021 op zondag 25 april verreden. De wedstrijd voor de mannen, de 107e editie, was onderdeel van de UCI World Tour van dit seizoen en de wedstrijd voor de vrouwen, de 5e editie, was onderdeel van de UCI Women's World Tour van dit seizoen.

## Mannen
De winnaar in 2020, de Sloveen Primož Roglič, werd op de erelijst opgevolgd door zijn landgenoot Tadej Pogačar.

### Parcours
De start was op de Place Saint-Lambert. De finish lag net als vorig jaar in de stad Luik, op de Quai des Ardennes. In plaats van de Côte du Maquisard reed men over de iets zuidelijker gelegen Côte de Desnié.
De elf geklasseerde beklimmingen:

### Deelnemers
Naast alle teams van de UCI World Tour, werden er ook zes wildcards vergeven door de organisatie. Per team mochten zeven renners worden opgesteld, wat het totaal aantal deelnemers op 175 bracht.

### Uitslag
| Plaats  | Naam                  | Ploeg                  |          |
| ------- | --------------------- | ---------------------- | -------- |
| Winnaar | Tadej Pogačar         | UAE Team Emirates      | 6u39'26" |
| 2       | Julian Alaphilippe    | Deceuninck–Quick-Step  | z.t.     |
| 3       | David Gaudu           | Groupama-FDJ           | z.t.     |
| 4       | Alejandro Valverde    | Movistar Team          | z.t.     |
| 5       | Michael Woods         | Israel Start-Up Nation | z.t.     |
| 6       | Marc Hirschi          | UAE Team Emirates      | + 7"     |
| 7       | Tiesj Benoot          | Team DSM               | z.t.     |
| 8       | Bauke Mollema         | Trek-Segafredo         | z.t.     |
| 9       | Maximilian Schachmann | BORA-hansgrohe         | + 9"     |
| 10      | Matej Mohorič         | Bahrain-Victorious     | z.t.     |
| 11      | Michał Kwiatkowski    | INEOS Grenadiers       | z.t.     |
| 12      | Jakob Fuglsang        | Astana-Premier Tech    | z.t.     |
| 13      | Primož Roglič         | Team Jumbo-Visma       | z.t.     |
| 14      | Esteban Chaves        | Team BikeExchange      | z.t.     |
| 15      | Guillaume Martin      | Cofidis                | z.t.     |
| 16      | Davide Formolo        | UAE Team Emirates      | z.t.     |
| 17      | Jack Haig             | Bahrain-Victorious     | + 12"    |
| 18      | Adam Yates            | INEOS Grenadiers       | + 37"    |
| 19      | Michael Matthews      | Team BikeExchange      | + 1'21"  |
| 20      | Patrick Konrad        | BORA-hansgrohe         | z.t.     |

## Vrouwen
De winnares in 2020, de Britse Lizzie Deignan, werd op de erelijst opgevolgd door de Nederlandse Demi Vollering.

### Parcours
Net als in de voorgaande edities ging ook de vijfde editie van start in Bastenaken over een heuvelachtig parcours van 141 km met de finish in het centrum van Luik op de Quai des Ardennes. Het aantal beklimmingen werd uitgebreid van vijf naar zeven. De Côte de la Vecquée verdween uit het parcours en werd vervangen door de Col du Rosier en Côte de Desnié. Door de toevoeging van de Côte des Forges rijden de vrouwen dezelfde finale als de mannen.
De zeven geklasseerde beklimmingen:

### Deelnemers
Er zouden 24 teams deelnemen, maar twee ploegen gingen niet van start vanwege een positieve coronatest, te weten Team DSM en Parkhotel Valkenburg. Per team mochten maximaal zes rensters worden opgesteld. Negentien deden dit, Cogeas-Mettler en Lotto-Soudal startten beide met vijf en Bingoal Casino-Chevalmeire met de minimaal vereiste vier, wat het totaal op 128 deelneemsters bracht.
| World Tourteams | UCI-teams | UCI-teams |
| --- | --- | --- |
| Alé BTC Ljubljana BikeExchange Canyon-SRAM FDJ Nouvelle-Aquitaine Futuroscope Liv Racing Movistar Team SD Worx Team DSM Trek-Segafredo | Andy Schleck-CP NVST-Immo Losch A.R. Monex BePink Bingoal Casino-Chevalmeire Ceratizit-WNT Cogeas-Mettler Doltcini-Van Eyck Sport Drops-Le Col | Lotto Soudal Ladies Parkhotel Valkenburg Rally Cycling Team Arkéa Team Jumbo-Visma Team Tibco Valcar-Travel & Service |

### Koersverloop

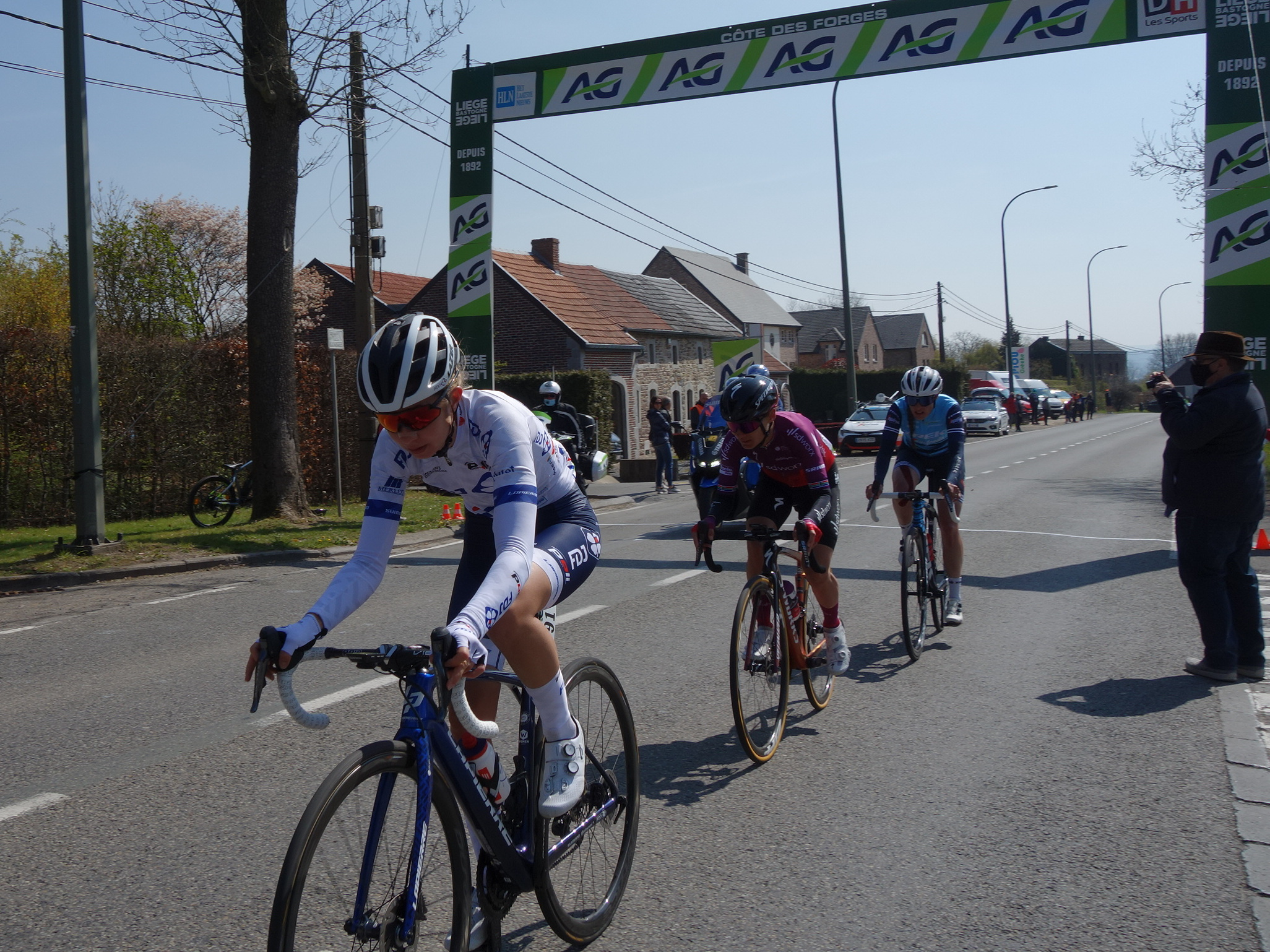
Uttrup Ludwig, Moolman en Brand in de kopgroep op de Côte des Forges.

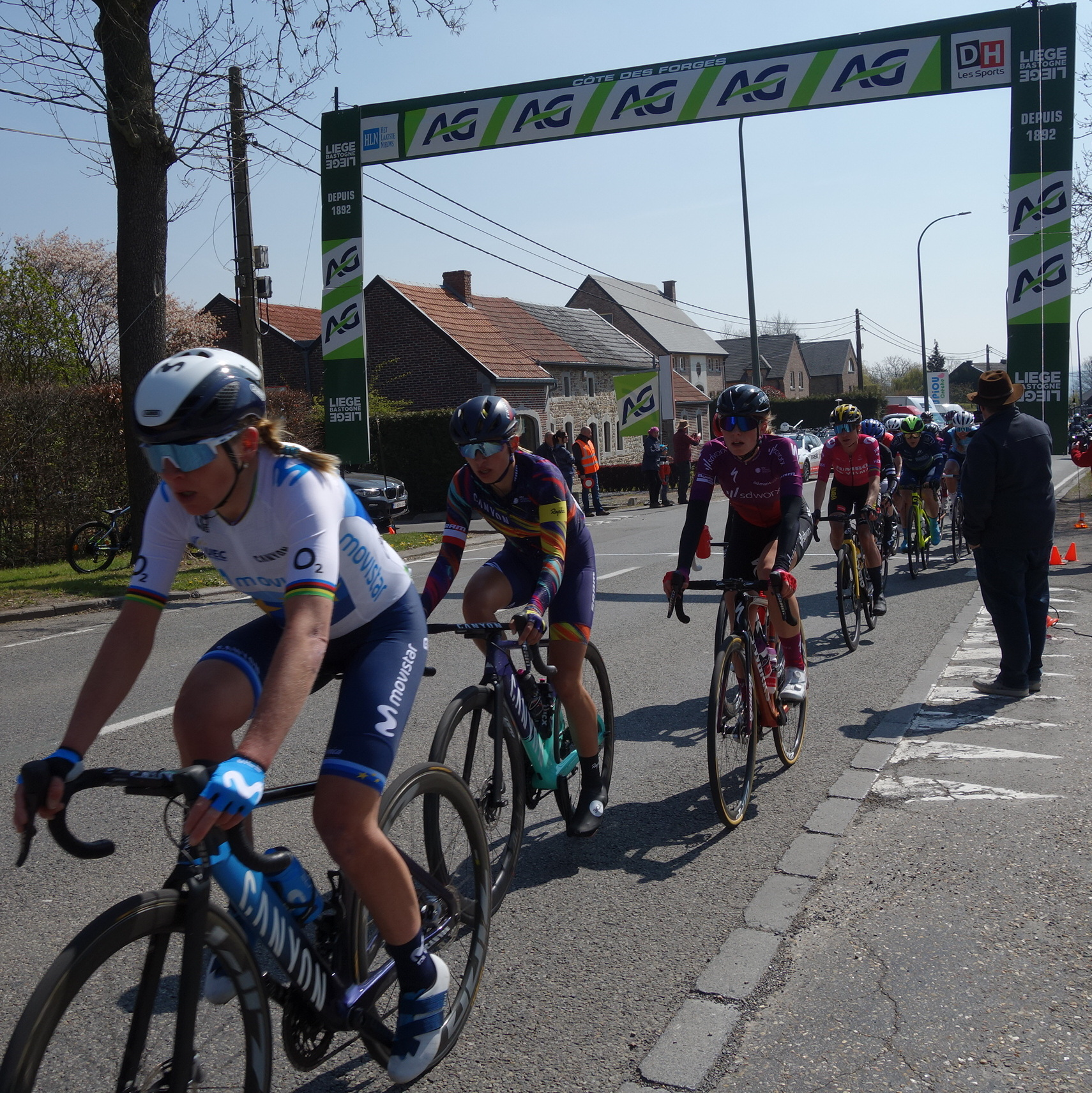
Van Vleuten, Niewiadoma, Vollering en Vos in het uitgedunde peloton.

Nadat de eerste koplopers van de dag (Claire Faber en Silvia Zanardi) waren ingelopen, ging de jonge Nieuw-Zeelandse Niamh Fisher-Black in de aanval. Zij werd teruggepakt aan de voet van de Côte de la Redoute, waarop haar ploeggenote Ashleigh Moolman-Pasio ervandoor ging. Zij kreeg aanvankelijk Marta Cavalli en Katrine Aalerud met zich mee, maar die twee moesten lossen op het steilste stuk van de Redoute, waarna Cecilie Uttrup Ludwig en Lucinda Brand konden aansluiten bij Moolman. Dit trio kreeg niet erg veel ruimte en werd op 20 kilometer van de streep ingelopen. Op de Roche-aux-Faucons viel de definitieve beslissing; een kopgroep van vijf zou gaan sprinten om de zege, te weten: wereldkampioene Anna van der Breggen, haar ploeggenote Demi Vollering, Europees kampioene Annemiek van Vleuten, Italiaans kampioene Elisa Longo Borghini en de Poolse Katarzyna Niewiadoma. De wereldkampioene deed kopwerk voor haar jonge ploeggenote, ze hield het tempo hoog zodat aanvallers ontmoedigd werden en de achtervolgers (o.a. World-Tourleidster Marianne Vos) niet dichterbij kwamen. Aan de oevers van de Ourthe op de Quai des Ardennes won Vollering de sprint voor Van Vleuten en Longo Borghini. De Italiaanse nam door haar derde plaats wel de leiderstrui over van Vos.

### Uitslag
| Plaats  | Naam                   | Ploeg                              |          |
| ------- | ---------------------- | ---------------------------------- | -------- |
| Winnaar | Demi Vollering         | SD Worx                            | 3u54'31" |
| 2       | Annemiek van Vleuten   | Movistar Team                      | z.t.     |
| 3       | Elisa Longo Borghini   | Trek-Segafredo                     | z.t.     |
| 4       | Katarzyna Niewiadoma   | Canyon-SRAM                        | z.t.     |
| 5       | Anna van der Breggen   | SD Worx                            | + 02"    |
| 6       | Marianne Vos           | Jumbo-Visma                        | + 1'27"  |
| 7       | Ashleigh Moolman-Pasio | SD Worx                            | z.t.     |
| 8       | Cecilie Uttrup Ludwig  | FDJ Nouvelle-Aquitaine Futuroscope | z.t.     |
| 9       | Lucinda Brand          | Trek-Segafredo                     | + 1'59"  |
| 10      | Amanda Spratt          | BikeExchange                       | z.t.     |
| 11      | Soraya Paladin         | Liv Racing                         | z.t.     |
| 12      | Riejanne Markus        | Jumbo-Visma                        | z.t.     |
| 13      | Elise Chabbey          | Canyon-SRAM                        | z.t.     |
| 14      | Marta Cavalli          | FDJ Nouvelle-Aquitaine Futuroscope | z.t.     |
| 15      | Maria Novolodskaja     | A.R. Monex                         | z.t.     |
| 16      | Erica Magnaldi         | Ceratizit-WNT                      | z.t.     |
| 17      | Niamh Fisher-Black     | SD Worx                            | z.t.     |
| 18      | Ane Santesteban        | BikeExchange                       | z.t.     |
| 19      | Mavi García            | Alé BTC Ljubljana                  | z.t.     |
| 20      | Leah Thomas            | Movistar Team                      | z.t.     |
|         |                        |                                    |          |
| 51      | Valerie Demey          | Liv Racing                         | + 9'04"  |

1892 · 1893 · 1894 · 1895-1907 · 1908 · 1909 · 1910 · 1911 · 1912 · 1913 · 1914-1918 · 1919 · 1920 · 1921 · 1922 · 1923 · 1924 · 1925 · 1926 · 1927 · 1928 · 1929 · 1930 · 1931 · 1932 · 1933 · 1934 · 1935 · 1936 · 1937 · 1938 · 1939 · 1940-1942 · 1943 · 1944 · 1945 · 1946 · 1947 · 1948 · 1949 · 1950 · 1951 · 1952 · 1953 · 1954 · 1955 · 1956 · 1957 · 1958 · 1959 · 1960 · 1961 · 1962 · 1963 · 1964 · 1965 · 1966 · 1967 · 1968 · 1969 · 1970 · 1971 · 1972 · 1973 · 1974 · 1975 · 1976 · 1977 · 1978 · 1979 · 1980 · 1981 · 1982 · 1983 · 1984 · 1985 · 1986 · 1987 · 1988 · 1989 · 1990 · 1991 · 1992 · 1993 · 1994 · 1995 · 1996 · 1997 · 1998 · 1999 · 2000 · 2001 · 2002 · 2003 · 2004 · 2005 · 2006 · 2007 · 2008 · 2009 · 2010 · 2011 · 2012 · 2013 · 2014 · 2015 · 2016 · 2017 · 2018 · 2019 · 2020 · 2021 · 2022 · 2023 · 2024
Ronde van de Verenigde Arabische Emiraten ·
Omloop Het Nieuwsblad ·
Strade Bianche ·
Parijs-Nice · 
Tirreno-Adriatico · 
Milaan-San Remo ·
Ronde van Catalonië ·
Driedaagse Brugge-De Panne ·
E3 Saxo Bank Classic ·
Gent-Wevelgem ·
Dwars door Vlaanderen ·
Ronde van Vlaanderen ·
Ronde van het Baskenland ·
Amstel Gold Race ·
Waalse Pijl ·
Luik-Bastenaken-Luik ·
Ronde van Romandië ·
Ronde van Italië ·
Critérium du Dauphiné ·
Ronde van Zwitserland ·
Ronde van Frankrijk ·
Clásica San Sebastián ·
Ronde van Polen ·
Bretagne Classic ·
Benelux Tour ·
Ronde van Spanje ·
Eschborn-Frankfurt ·
Parijs-Roubaix ·
Ronde van Lombardije
Afgelaste wedstrijden: Tour Down Under · Great Ocean Road Race · EuroEyes Cyclassics · GP van Quebec · GP van Montreal · Ronde van Guangxi
Strade Bianche ·
Trofeo Alfredo Binda-Comune di Cittiglio ·
Driedaagse Brugge-De Panne ·
Gent-Wevelgem ·
Ronde van Vlaanderen ·
Amstel Gold Race ·
Waalse Pijl ·
Luik-Bastenaken-Luik ·
Ronde van Burgos ·
La Course by Le Tour de France ·
Clásica San Sebastián ·
Ronde van Noorwegen ·
Simac Ladies Tour ·
GP de Plouay-Bretagne ·
Ceratizit Challenge by La Vuelta ·
Parijs-Roubaix ·
The Women's Tour ·
Ronde van Drenthe
Afgelaste wedstrijden: Cadel Evans Great Ocean Road Race · RideLondon Classic · Postnord Vårgårda WestSweden · Ronde van Chongming · Ronde van Guangxi